# 5 Dywizja Kawalerii Honwedu
5 Dywizja Kawalerii Honwedu (niem. k. u. 5. LKTD.) – wielka jednostka kawalerii królewsko-węgierskiej Obrony Krajowej.
5 Dywizja Kawalerii Honwedu została sformowana w 1913 roku. Komenda dywizji stacjonowała w Budapeszcie. W latach 1913–1914 w skład dywizji wchodziła:
- 19 Brygada Kawalerii Honwedu (węg. 19. lovasdandár, niem. k. u. 19. LKBrig.) w Budapeszcie,
  - Budapeszteński 1. Pułk Huzarów Honwedu (węg. Budapesti 1. honvéd huszárezred) w Budapeszcie i Vácu (2. dywizjon),
  - Subotycki 2. Pułk Huzarów Honwedu (węg. Szabadkai 2. honvéd huszárezred) w Suboticy (węg. Szabadka) i Kecskemét (2. dywizjon),
  - Peczski 8. Pułk Huzarów Honwedu (węg. Pécsi 8. honvéd huszárezred) w Peczu i Baja (2. dywizjon),
- 23 Brygada Kawalerii Honwedu (węg. 23. lovasdandár, niem. k. u. 23. LKBrig.) w Zalaegerszegu (niem. Egersee),
  - 6. Pułk Huzarów Honwedu (węg. Zalaegerszegi 6. honvéd huszárezred) w Zalaegerszegu i Keszthely (2. dywizjon),
  - 7. Pułk Huzarów Honwedu (węg. Pápai 7. honvéd huszárezred) w Pápa i Nowych Zamkach (2. dywizjon),
  - Varażdiński 10. Pułk Huzarów Honwedu (węg. Varasdi 10. honvéd huszárezred) w Varaždinie i Szlavonverőcze (2. dywizjon)[2][3].

16 sierpnia 1914 roku w skład dywizji wchodziła:
- 19 Brygada Kawalerii Honwedu,
  - Budapeszteński 1. Pułk Huzarów Honwedu,
  - Peczski 8. Pułk Huzarów Honwedu,
  - 1. Oddział Karabinów Maszynowych Kawalerii Honwedu,
- 23 Brygada Kawalerii Honwedu,
  - 6. Pułk Huzarów Honwedu,
  - 7. Pułk Huzarów Honwedu,
  - 3. Oddział Karabinów Maszynowych Kawalerii Honwedu,
- 1. Kompania Kolarzy Honwedu (węg. 1. honvéd kerékpáros század)[4].

## Kadra
Komendanci dywizji
- FML Ernst Anton von Froreich-Szabó ( – †17/18 VIII 1914[5][6]}[1])
- GM / FML Samuel Apór de Al-Tórja (VIII 1914 – †18 VIII 1917[7][8] )
- GM / FML Viktor Ernst Gabriel Theodor von Mouillard (VIII 1917 – XI 1918[8] )

Komendanci 19 Brygady Kawalerii
- GM Ferdinand Maria Anton von Bissingen und Nippenburg (1914[9][6]})

Komendanci 23 Brygady Kawalerii
- płk Károly Czitó ( – 1914[6]})
- płk Kolbert Maria Zech von Deybach (1914)

Szefowie sztabu
- ppłk SG Karl von Than (1914[10][6])